# Chappell Roan-diszkográfia
Chappell Roan amerikai énekes pályafutása során egy stúdióalbumot, egy középlemezt és 14 kislemezt adott ki, tizennégy videóklip mellett. Roan zenéje eleinte nem volt kereskedelmileg sikeres, az áttörést számára 2024 hozta el, mikor elkezdett koncertezni Olivia Rodrigo Guts World Tour turnéján, és több fesztiválon is fellépett. A Good Luck, Babe! (2024) kislemeze, ami több országban is listavezető volt, lett első kiemelkedően nagy slágere, ami sikerhez segítette első albumát, a The Rise and Fall of a Midwest Princesst (2023).
Pályafutása során 2024 augusztusáig egy dala érte el a Billboard Hot 100 első tíz helyét, a Good Luck, Babe!, összesen hét dala szerepelt a slágerlistán, többek között a Pink Pony Club és a Hot To Go!.

## Stúdióalbumok
| Cím                                     | Részletek | Slágerlisták | Slágerlisták | Slágerlisták | Slágerlisták | Slágerlisták | Slágerlisták | Slágerlisták | Minősítések                          |
| Cím                                     | Részletek | US           | AUS          | CAN          | IRE          | NLD          | NZ           | UK           | Minősítések                          |
| --------------------------------------- | --- | ------------ | ------------ | ------------ | ------------ | ------------ | ------------ | ------------ | ------------------------------------ |
| The Rise and Fall of a Midwest Princess | - Megjelent: 2023. szeptember 22. - Kiadó: Island, Amusement - Formátumok: CD, LP, digitális letöltés, streaming audio | 2            | 4            | 7            | 1            | 8            | 1            | 1            | - BPI: Aranylemez - RMNZ: Aranylemez |

## Középlemezek
| Cím           | Részletek                                                                                             |
| ------------- | --- |
| School Nights | - Megjelent: 2017. szeptember 22. - Kiadó: Atlantic - Formátumok: digitális letöltés, streaming media |

## Kislemezek
| Cím                                  | Év   | Slágerlisták | Slágerlisták | Slágerlisták | Slágerlisták | Slágerlisták | Slágerlisták | Slágerlisták | Slágerlisták | Slágerlisták | Slágerlisták | Minősítések                                                            | Album                                   |
| Cím                                  | Év   | US           | AUS          | CAN          | IRE          | NLD          | NZ           | SWE          | SWI          | UK           | WW           | Minősítések                                                            | Album                                   |
| ------------------------------------ | ---- | ------------ | ------------ | ------------ | ------------ | ------------ | ------------ | ------------ | ------------ | ------------ | ------------ | ---------------------------------------------------------------------- | --------------------------------------- |
| Good Hurt                            | 2017 | —            | —            | —            | —            | —            | —            | —            | —            | —            | —            |                                                                        | School Nights                           |
| Bitter                               | 2018 | —            | —            | —            | —            | —            | —            | —            | —            | —            | —            |                                                                        | Nem jelent meg albumon                  |
| School Nights                        | 2018 | —            | —            | —            | —            | —            | —            | —            | —            | —            | —            |                                                                        | Nem jelent meg albumon                  |
| Pink Pony Club                       | 2020 | 29           | 69           | 44           | 23           | —            | —            | —            | —            | —            | 58           |                                                                        | The Rise and Fall of a Midwest Princess |
| Love Me Anyway                       | 2020 | —            | —            | —            | —            | —            | —            | —            | —            | —            | —            |                                                                        | Nem jelent meg albumon                  |
| California                           | 2020 | —            | —            | —            | —            | —            | —            | —            | —            | —            | —            |                                                                        | The Rise and Fall of a Midwest Princess |
| Naked in Manhattan                   | 2022 | —            | —            | —            | —            | —            | —            | —            | —            | —            | —            |                                                                        | The Rise and Fall of a Midwest Princess |
| My Kink Is Karma                     | 2022 | 91           | —            | —            | —            | —            | —            | —            | —            | —            | —            |                                                                        | The Rise and Fall of a Midwest Princess |
| Femininomenon                        | 2022 | 70           | —            | 71           | —            | —            | —            | —            | —            | —            | —            |                                                                        | The Rise and Fall of a Midwest Princess |
| Casual                               | 2022 | 62           | 87           | 68           | 96           | —            | —            | —            | —            | —            | 158          |                                                                        | The Rise and Fall of a Midwest Princess |
| Kaleidoscope                         | 2023 | —            | —            | —            | —            | —            | —            | —            | —            | —            | —            |                                                                        | The Rise and Fall of a Midwest Princess |
| Red Wine Supernova                   | 2023 | 46           | 63           | 47           | 27           | —            | —            | —            | —            | 31           | 80           |                                                                        | The Rise and Fall of a Midwest Princess |
| Hot to Go!                           | 2023 | 17           | 30           | 28           | 10           | —            | 21           | —            | —            | 12           | 23           | - BPI:Ezüstlemez - RMNZ:Aranylemez                                     | The Rise and Fall of a Midwest Princess |
| Good Luck, Babe!                     | 2024 | 6            | 5            | 8            | 1            | 43           | 7            | 35           | 29           | 2            | 9            | - RIAA:Aranylemez - BPI:Aranylemez - MC:Aranylemez - RMNZ:Platinalemez | Ismeretlen                              |
| —: nem szerepelt a listán a régióban |      |              |              |              |              |              |              |              |              |              |              |                                                                        |                                         |

## Egyéb listán szereplő dalok
| Cím                             | Év   | Slágerlisták | Album                                   |
| Cím                             | Év   | US Bub.      | Album                                   |
| ------------------------------- | ---- | ------------ | --------------------------------------- |
| Super Graphic Ultra Modern Girl | 2024 | 24           | The Rise and Fall of a Midwest Princess |

## Videóklipek
| Cím                                      | Év   | Rendező                        | For. |
| ---------------------------------------- | ---- | ------------------------------ | ---- |
| Good Hurt                                | 2017 | Griffin Stoddard               |      |
| Die Young                                | 2018 | Catie Laffoon                  |      |
| Sugar High                               | 2018 | Ethan Seneker                  |      |
| Pink Pony Club                           | 2020 | Griffin Stoddard               |      |
| Naked in Manhattan                       | 2022 | Ryan Clemens and Chappell Roan |      |
| My Kink Is Karma                         | 2022 | Hadley Hillel                  |      |
| Casual                                   | 2022 | Hadley Hillel                  |      |
| Kaleidoscope (Official Live Performance) | 2023 | Hadley Hillel                  |      |
| Red Wine Supernova                       | 2023 | Ryan Clemens                   |      |
| Hot to Go!                               | 2023 | Jackie! Zhou                   |      |
| Super Graphic Ultra Modern Girl          | 2023 | Jackie! Zhou                   |      |